# Alfred-Louis-Dominique Richet

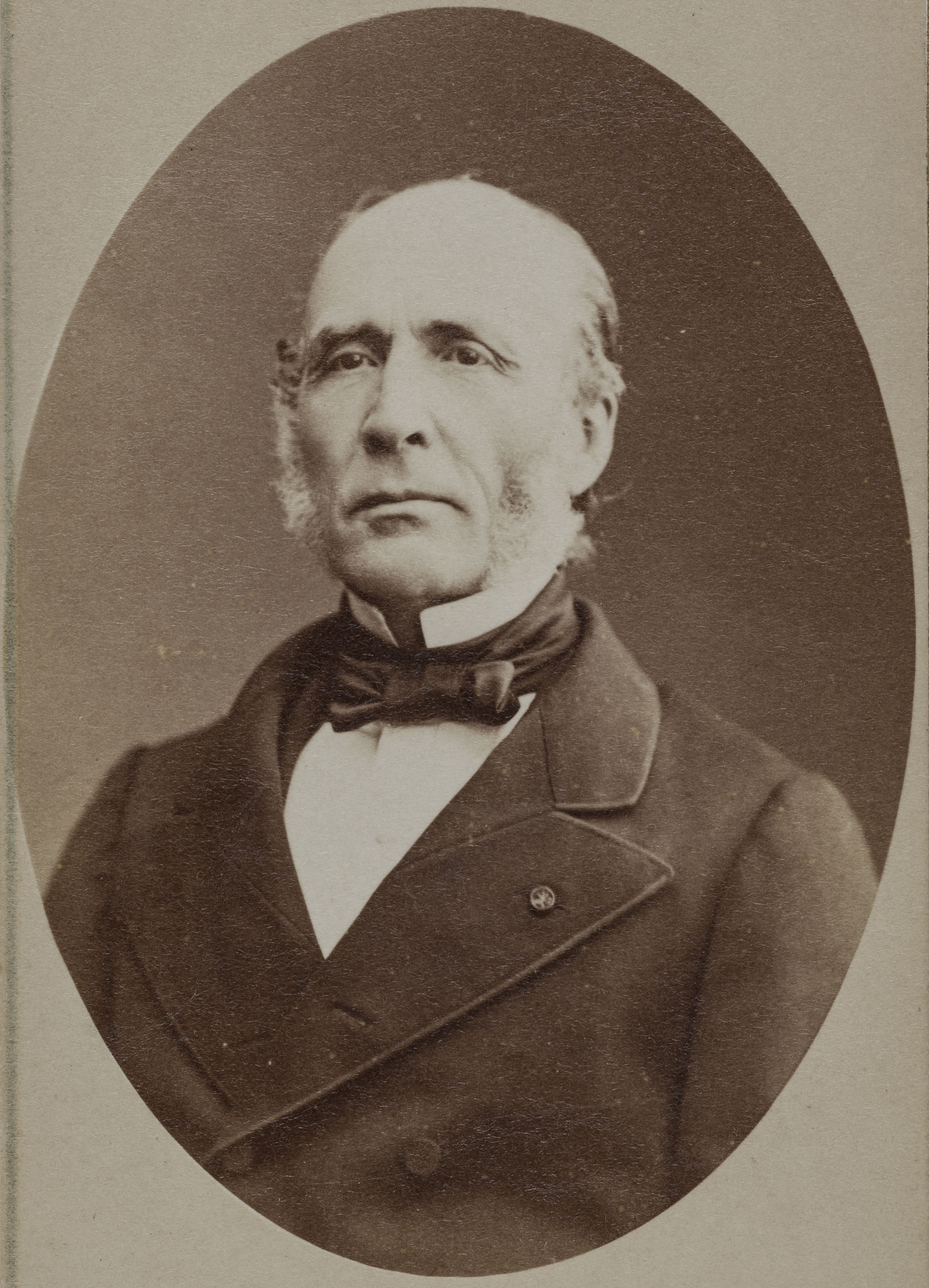

Alfred-Louis-Dominique Richet, född 16 mars 1816 i Dijon, död 1891, var en fransk kirurg. Han var far till Charles Robert Richet.
Richet blev 1844 medicine doktor i Paris, utnämndes 1847 till professeur agrégé och 1864 till professor i kirurgi vid medicinska fakulteten i Paris. Han är mest känd genom sin Traité pratique d’anatomie médico-chirurgicale (1858; flera upplagor).